# PGC 1228197
LEDA/PGC 1228197 ist eine Spiralgalaxie vom Hubble-Typ S im Sternbild Wassermann auf der Ekliptik. Sie ist schätzungsweise 688 Millionen Lichtjahre von der Milchstraße entfernt und hat eine Ausdehnung von etwa 160.000 Lichtjahren. Vom Sonnensystem aus entfernt sich das Objekt mit einer errechneten Radialgeschwindigkeit von näherungsweise 15.200 Kilometern pro Sekunde.
Die Ranken aus  hellem Gas entstehen durch einen Prozess, der als Staudruck-Stripping bezeichnet wird, und ihre Ähnlichkeit mit baumelnden Tentakeln hat die Astronomen dazu veranlasst, diese Galaxie als eine „Quallen-Galaxie“ zu bezeichnen.
Im selben Himmelsareal befinden sich unter anderem die Galaxien NGC 7046, IC 1364, IC 1368 und PGC 66381.